# Goldfinger (album)
Goldfinger je v pořadí prvním studiovým albem stejnojmenné americké ska-punkové hudební skupiny Goldfinger. Toto album bylo nahráno v průběhu roku 1995 a vydáno 27. února roku 1996. Zvukem se album zařadilo ke třetí vlně ska, která byla v té době populární. Singl s názvem „Here in Your Bedroom“ se dostal mezi top 5 rockových hitů ve Spojených státech v roce 1996 a také obsadil 47. příčku v Billboard Hot 100 Airplay. Takto dobře se od té doby žádný další singl skupiny neumístil. Album se v Kanadě roku 2002 stalo zlatým s 50 000 prodanými kusy. Na albu se podíleli i členové jiných ska a ska-punkových hudebních skupin. Na trombon hraje Dan Regan, na trubku Scott Klopfenstein ze skupiny Reel Big Fish a na saxofon Efren Santana ze skupiny Hepcat. Na klávesy hraje Paul Hampton ze skupiny The Skeletones a taktéž účinkuje ve videu ke skladbě „Here in Your Bedroom“.

## Seznam skladeb
Pokud není uvedeno jinak, je autorem skladby vždy John Feldmann.
| Pořadí         | Název                                     | Délka |
| -------------- | ----------------------------------------- | ----- |
| 1.             | Mind's Eye                                | 2:09  |
| 2.             | Stay                                      | 2:21  |
| 3.             | Here in Your Bedroom                      | 3:10  |
| 4.             | Only a Day                                | 2:15  |
| 5.             | King for a Day                            | 3:43  |
| 6.             | Anxiety                                   | 2:21  |
| 7.             | Answers (Feldmann, Charlie Paulson)       | 2:40  |
| 8.             | Anything                                  | 2:45  |
| 9.             | Mable (Feldmann, Paulson, Simon Williams) | 2:19  |
| 10.            | The City With Two Faces                   | 1:46  |
| 11.            | My Girlfriend's Shower Sucks              | 1:07  |
| 12.            | Miles Away                                | 1:54  |
| 13.            | Nothing to Prove (Feldmann, Paulson)      | 2:31  |
| 14.            | Pictures                                  | 2:20  |
| 15.            | Phonecall                                 | 2:31  |
| 16.            | Fuck You and Your Cat                     | 1:19  |
| 17.            | Ode to Dau                                | 6:35  |
| Celková délka: | Celková délka:                            | 36:31 |

## Osoby
- John Feldmann - zpěv, kytara
- Charlie Paulson - kytara
- Dangerous Darrin Pfeiffer - bicí, zpěv
- Simon Williams - basová kytara, zpěv